# Krupîțea, Berîslav
Krupîțea (în ucraineană Крупиця) este o comună în raionul Berîslav, regiunea Herson, Ucraina, formată numai din satul de reședință.

## Demografie
Componența lingvistică a comunei Krupîțea
     Ucraineană (91,66%)
     Rusă (7,62%)
     Alte limbi (0,48%)
Conform recensământului din 2001, majoritatea populației comunei Krupîțea era vorbitoare de ucraineană (91,66%), existând în minoritate și vorbitori de rusă (7,62%).